# Service design
Con service design, in economia, si indica l'attività di pianificazione e organizzazione di personale, infrastrutture, artefatti comunicativi e materiali di un servizio, con lo scopo di migliorarne l'esperienza in termini di qualità ed interazione tra il fornitore del servizio e il consumatore finale.

## Lo scopo e la funzione
Lo scopo delle metodologie del service design è di progettare seguendo i bisogni dei consumatori o dei partecipanti, in modo da rendere il servizio user friendly, competitivo e rilevante per i consumatori. La spina dorsale di questo processo è di comprendere i comportamenti dei consumatori, i loro bisogni e motivazioni.
Il fine è quello di offrire un'esperienza semplice, funzionale e piacevole al consumatore. Secondo i principi del service design, non si dovrebbe progettare ogni singola parte del servizio, ma piuttosto l'esperienza complessiva: questo è possibile attraverso la ricostruzione del percorso che l'utente compie durante la fruizione del servizio (customer journey), individuando con esattezza anche i differenti touchpoint che incontra, ovvero le persone e gli elementi tangibili che caratterizzano l'esperienza. In questo modo è possibile comprendere se il percorso avviene in modo armonico e coerente sia con l'immagine del brand, sia con le aspettative dell'utente. Inoltre, attraverso questo sistema è possibile scoprire in anticipo eventuali falle durante questo percorso e rimediare in modo tempestivo.